# Juan Cedillo Díaz
Juan Cedillo Díaz (¿Camarena?, Toledo, c. 1565-Camarena, 24 de julio de 1625) fue un clérigo y cosmógrafo español que destacó por sus estudios en matemáticas, astronomía e ingeniería.

## Biografía
Formado en Artes y Teología probablemente en la Universidad de Alcalá, donde se doctoró en 1608, no se cuenta con datos precisos de su formación y dedicación a la ciencia hasta 1596, año en que, encontrándose en el ejercicio de una cátedra en la Universidad de Santa Catalina de Toledo, fue llamado a Madrid por el conde de Puñonrostro para explicar la teoría de los senos en la Academia Real Mathematica.
Dos años más tarde se incorporó a la comisión de diez cosmógrafos designados por el Consejo de Indias para la revisión de los instrumentos creados por Andrés García de Céspedes para la Casa de Contratación de Sevilla, y marchó a Cádiz para servir como ingeniero ayudante en las obras de reconstrucción de su fortaleza y «enseñar los días de fiestas las matemáticas a los soldados y personas que quisieren asistir a sus lecturas». Como ayudante de Cristóbal de Rojas, ingeniero militar, se embarcó en 1599 en una expedición de cuatro meses para inspeccionar las fortificaciones de los puertos peninsulares en el océano Atlántico y las islas Terceras, ante el peligro de ataques ingleses.
Debió de permanecer en Cádiz, acompañando siempre a Rojas, hasta 1605, pero no hay noticias de su actividad hasta 1610, cuando fue designado por el Consejo de Indias para integrarse en la comisión que bajo la dirección de João Baptista Lavanha se encargaba de examinar el sistema de la aguja fija para hallar en la navegación la longitud precisa de un lugar, método ideado por el portugués Fonseca.

En 1611 era canónigo de la Colegiata de Pastrana cuando el Consejo de Indias lo eligió para suceder a García de Céspedes como cosmógrafo mayor y catedrático de Matemáticas y Cosmografía de la Academia Real Mathemática de Madrid, cargos en los que se mantuvo hasta su muerte, en sus casas propias en la villa de Camarena el 24 de julio de 1625. 

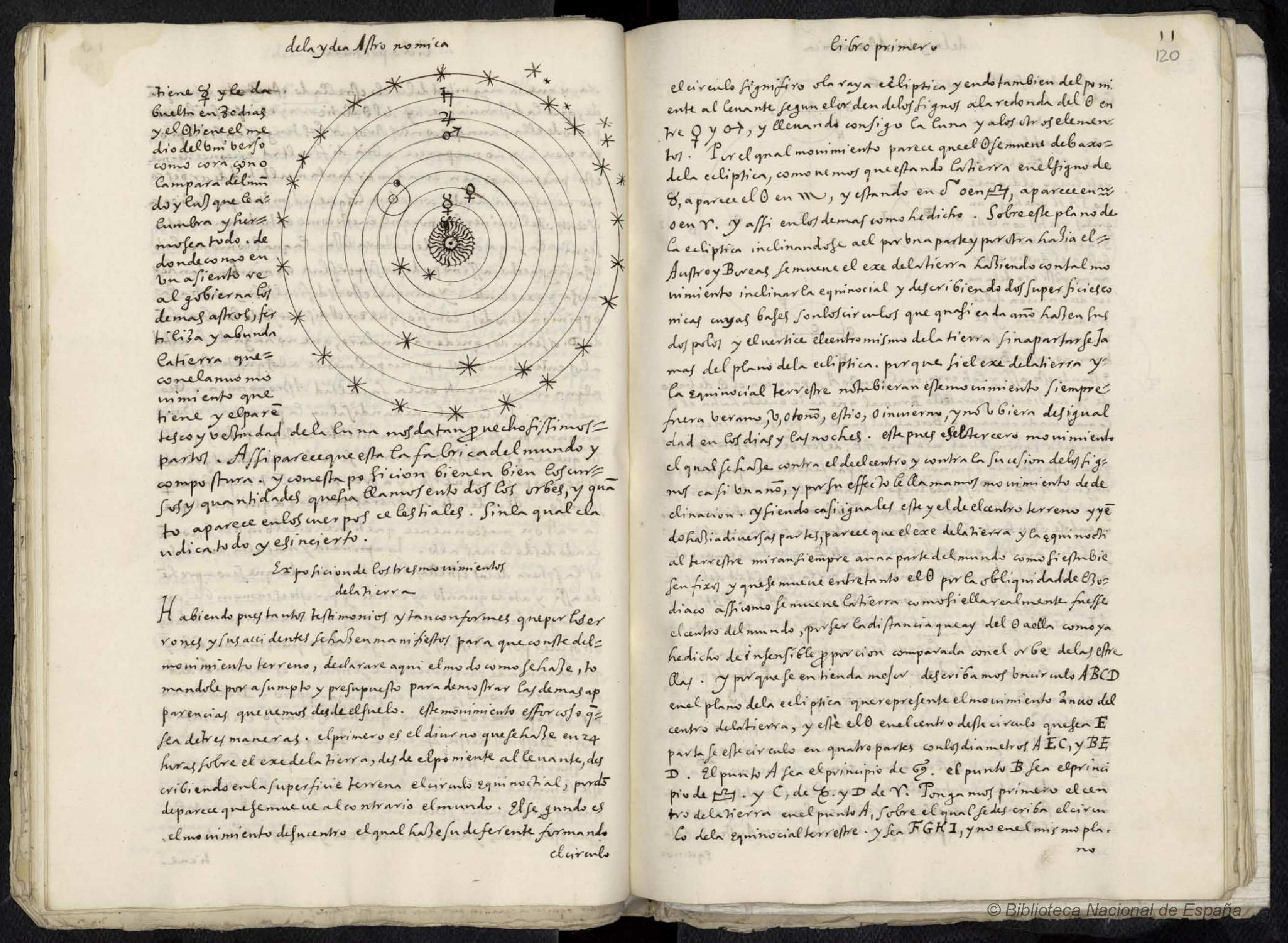
Juan Cedillo, Ydea Astronómica de la Fábrica del mundo y movimiento de los cuerpos celestiales, mss/9091 de la Biblioteca Nacional de España, p. 123, con el esquema del sistema heliocéntrico defendido por Cedillo y la explicación de los movimientos de la Tierra y del giro de la Luna alrededor de esta.

Dejó manuscritas una serie de obras de matemáticas, náutica e ingeniería, gran parte de las cuales se conservan en la Biblioteca Nacional de España. Por orden real, tradujo al castellano los seis libros primeros de la Geometría de Euclides. También trabajó en la traducción del De revolutionibus de Copérnico, que dejó incompleta.  Con el título de Ydea Astronómica de la Fábrica del mundo y movimiento de los cuerpos celestiales, muy distinto del original y sin mención a Copérnico, por lo que pasó desapercibido hasta 1991, entre los papeles de Cedillo se encuentran dos traducciones incompletas del De revolutionibus. La primera, quizá borrador y algo más adelantada, llega al capítulo treinta y cinco del libro tercero de los cinco que formaban la obra de Copérnico, e incluye además un prólogo en el que se comprueba cómo Cedillo asumía las tesis heliocéntricas de Copérnico y el movimiento de la Tierra en fecha temprana.
Sus convicciones heliocéntricas se ponen además de manifiesto en su traducción del Discurso sobre el flujo y reflujo del mar de Galileo, con la explicación de las mareas por los movimientos de rotación y traslación de la Tierra.
Escribió, además, un Tratado de la carta de marear, otro sobre el «nordestear y noroestear de las agujas», dos textos relacionados con la observación astronómica, así como una traducción castellana del De arte atque ratione navigandi, de Pedro Nunes, autor que ejerció una gran influencia sobre Cedillo. Por otra parte, fue autor de un tratado sobre la forma de «encaminar el agua por las cauzas y canchiles o molinos, fuentes y riberas», en el que presenta un instrumento de su invención, llamado corobates, «con que se conoce y examina, dados dos o tres o más puntos en la superficie de la tierra, cuál de ellos está más desviado o más cerca del centro».
Ideó también el trinormo para medir las inclinaciones, alturas y distancias, cuya construcción y aplicaciones «para los ingenieros y agrimensores, marineros, arquitectos y artilleros» describió en otro texto manuscrito.